# Recteur d'université
Pour les articles homonymes, voir recteur.
Dans le système universitaire mis en place en Europe à partir du Moyen Âge, le recteur est le personnage le plus élevé de l'université. Son titre était Magnificence.
Dans la plupart des pays francophones, le titre de recteur d'université reste en vigueur. Ainsi, au Canada, en Suisse, en Belgique et au Liban, mais aussi en Italie, le personnage le plus élevé de l'administration exécutive des universités porte encore le titre de recteur. 
En France, cette appellation est encore en usage dans les universités catholiques. Elle a été abandonnée dans les universités d'État en 1969 au profit de celle de président d'université, élu par le conseil d'administration pour en assurer la direction pendant un mandat de 4 ans. 
Depuis 1969, le recteur d'académie, représentant les ministres de l'éducation nationale et de l'enseignement supérieur dans chaque région académique, est présent auprès des universités d'Etat en qualité de chancelier. Dans les universités catholiques, le chancelier est l'évêque de ressort.

## Présidence d'université en France
Le président de l’université est élu à la majorité absolue des membres en exercice du conseil d’administration, pour un mandat de quatre ans (renouvelable immédiatement une fois). Il n’y a pas de condition de nationalité. C'est obligatoirement un enseignant-chercheur, chercheur ou assimilé. Le président représente l’université, préside les conseils et pilote l’établissement ; il dispose pour l’essentiel du pouvoir exécutif.
Il s’entoure d’un bureau (ou cabinet)  qui est chargé selon les termes de la loi de l’assister dans ses fonctions. Sa composition est à configuration variable selon les statuts adoptés par les universités qui en organisent très librement la composition et le fonctionnement. Le bureau du président d'université peut être composé de vice-présidents des conseils, de chargés de mission, etc. Ces personnes, majoritairement enseignants-chercheurs, sont selon les cas élus par les conseils sur proposition du président ou par candidature spontanée, sur liste ou de façon individuelle. Leur mandat peut coïncider avec celui du président ou avec celui des conseils. Le bureau comprend obligatoirement un vice-président étudiant élu, issu en général de la commission formation et vie universitaire du conseil académique.
Le directeur général des services (anciennement appelé secrétaire général) et d’autres responsables administratifs (agent comptable par exemple) sont souvent intégrés dans le bureau ou peuvent être appelés à y siéger à titre consultatif.
Au niveau national, les présidents d’université sont regroupés en Conférence des présidents d'université.